# Список Шиндлера
«Спи́сок Ши́ндлера» (англ. Schindler's List) — американская эпическая историческая драма 1993 года, снятая Стивеном Спилбергом по роману Томаса Кенилли «Ковчег Шиндлера». Рассказывает о немецком бизнесмене и члене НСДАП Оскаре Шиндлере, спасшем более тысячи польских евреев от гибели во время Холокоста.
Премьера фильма «Список Шиндлера» состоялась 30 ноября 1993 года в Вашингтоне, округ Колумбия, и была выпущена в прокат 15 декабря 1993 года в Соединенных Штатах и 25 декабря в Канаде. Фильм, который часто называют одним из величайших фильмов, когда-либо снятых, получил широкое признание критиков за свой тон, актёрскую игру (особенно Нисона, Файнса и Кингсли), атмосферу, партитуру, операторскую работу и режиссуру Спилберга; он также имел кассовый успех, заработав 322,2 миллиона долларов по всему миру при бюджете в 22 миллиона долларов. Фильм был номинирован на 12 наград на 66-й церемонии вручения премии «Оскар» и выиграл 7 из них, включая «лучший фильм», «лучшую режиссуру» (за Спилберга), «лучший адаптированный сценарий» и «лучшую музыку к фильму». Фильм получил множество других наград, в том числе 7 премий BAFTA и 3 премии «Золотой глобус». В 2007 году Американский институт киноискусства поставил «Список Шиндлера» на 8-е место в своем списке 100 лучших американских фильмов всех времен. В 2004 году Библиотека Конгресса США признала фильм «культурно, исторически или эстетически значимым» и отобрала его для сохранения в Национальном реестре фильмов Соединённых Штатов.
Слоганом фильма является цитата из Талмуда: «Тот, кто спасает одну жизнь, спасает целый мир».

## Сюжет
Польша, 1939 год. По приказу нацистского командования все польские евреи должны собраться в крупных польских городах для регистрации. Через некоторое время они должны переселиться в гетто.
Немецкий бизнесмен Оскар Шиндлер прибывает в Краков, чтобы организовать фабрику по производству эмалированных изделий. В этом ему помогает умение заводить знакомства с нужными людьми. Шиндлер быстро сходится с высшими чинами немецкой армии и членами СС, развлекает их в ресторанах роскошными ужинами в обществе певиц и танцовщиц. И вот в кармане у предприимчивого Оскара уже есть все разрешения. Дело осталось за малым — раздобыть денег, набрать штат рабочих и организовать процесс производства.
Пользуясь бедственным положением согнанных в гетто евреев, Шиндлер делает еврейским богачам предложение, от которого они не в силах отказаться, — они дают ему деньги (которые сами не могут пустить в оборот из-за наложенного немцами запрета), а взамен получают товары, которые можно обменивать на другие товары. Управление предприятием Шиндлер поручает Ицхаку Штерну, местному члену еврейского совета. Штерн не в восторге от работы у Шиндлера, но другого способа вырваться из гетто и как-то помочь своим согражданам у него нет.
Многие евреи охотно идут работать к Шиндлеру, так как это даёт им возможность на некоторое время покидать гетто. Для того чтобы евреев принимали на работу, Штерн помогает им в подделке документов, подтверждающих их технические навыки.
Под умелым руководством Шиндлера, поддерживаемого своими друзьями из высшего руководства армии, и Штерна, непосредственно организующего производство, предприятие по производству эмалированных изделий быстро набирает обороты. Оскар Шиндлер купается в деньгах. Он делится со своей женой Эмилией, приехавшей к нему погостить, своей теорией: именно война есть движущий элемент любого бизнеса, надёжно гарантирующий его процветание.
В Краков прибывает офицер СС Амон Гёт. Он выселяет евреев из гетто Кракова в концентрационный лагерь Плашов. Шиндлер с горы наблюдает за массовыми убийствами, происходящими при выселении, с этого момента фигура Шиндлера эволюционирует от авантюриста к гуманисту. Шиндлер поддерживает дружеские отношения с Гётом и другими офицерами СС, чтобы заручиться их поддержкой.
Гёт получает приказ закрыть концлагерь Плашов, а находящихся в нём евреев отправить на уничтожение в Аушвиц (Освенцим). Шиндлеру удаётся с помощью взятки убедить Гёта оставить в живых «его» рабочих, которых он будет использовать на новой фабрике в своём родном городе Брюнлиц в округе Цвиттау, в Чехословакии. Шиндлер и Штерн составляют список рабочих, которые должны избежать попадания в Аушвиц.
Основная часть рабочих фабрики Шиндлера успешно добирается до Брюнлица, однако поезд с женщинами и некоторыми детьми по ошибке отправляют в Освенцим. Шиндлеру с помощью подкупа высокопоставленного военного удаётся спасти их.
Все заработанные деньги Шиндлер тратит на подкуп нацистских офицеров, охраняющих его фабрику. Деньги кончаются в тот момент, когда Вторая мировая война заканчивается капитуляцией Германии.
Амона Гёта вешают по приговору польского суда после войны.
Шиндлер, как «нацист и рабовладелец», должен бежать перед наступающей Красной Армией. На прощание рабочие его фабрики дают ему письмо, объясняющее действия Шиндлера, и дарят ему золотое кольцо (отлитое из зубов одного из заключённых) с надписью из Талмуда «кто спасает одну жизнь, спасает целый мир».
Прибывший утром советский офицер объявляет евреям, что они свободны. Евреи отправляются в ближайший город в поисках еды. Изображение сменяется на современные кадры спасённых Шиндлером евреев.
Процессия из евреев, спасённых Шиндлером, их потомков, актёров, участвовавших в фильме, проходит возле могилы Шиндлера в Израиле. В знак уважения каждый кладёт камень на могильную плиту. В последней сцене фильма на могилу Шиндлера кладёт цветы человек, лица которого не видно. Это исполнитель роли самого Шиндлера Лиам Нисон.

## В ролях
| Актёр               | Роль                  |
| ------------------- | --------------------- |
| Лиам Нисон          | Оскар Шиндлер         |
| Бен Кингсли         | Ицхак Штерн           |
| Рэйф Файнс          | Амон Гёт              |
| Кэролайн Гудолл     | Эмилия Шиндлер        |
| Джонатан Сегал      | Полдек Пфефферберг    |
| Эмбет Дэвидц        | Хелен Хирш            |
| Марк Иванир         | Марсель Голдберг      |
| Эзра Даган          | рабби Менеша Левартов |
| Анджей Северин      | Юлиан Шернер          |
| Этель Шиц           | женщина из гетто      |
| Павел Делонг        | Долек Хоровиц         |
| Беатриче Макола     | Ингрид                |
| Ганс-Михаэль Реберг | Рудольф Хёсс          |

## Создание фильма
Один из спасённых Шиндлером евреев, Полдек Пфефферберг, считал задачей своей жизни рассказать миру о своём спасителе. Первая попытка создать биографический фильм, предпринятая в 1963 году, не удалась. Автором сценария несостоявшегося фильма о Шиндлере был американский сценарист Ховард Кох, один из авторов сценария «Касабланки».
В 1982 году, после встречи с Пфеффербергом, Томас Кенилли выпустил книгу «Ковчег Шиндлера». Президент американской корпорации MCA (в которую входит студия Universal) Сид Шейнберг отправил рецензию книги Стивену Спилбергу. Спилберг заинтересовался романом, и студия Universal приобрела права на экранизацию. Тем не менее в 1983 году на вопрос Пфефферберга, когда начнутся съёмки, Спилберг ответил: «Через 10 лет». Режиссёр Билли Уайлдер также заинтересовался этой историей и хотел поставить по ней свой последний фильм. Об этом он разговаривал со Спилбергом: «Он знал, что я хочу его снять. Мы говорили об этом. Конечно, он повёл себя как настоящий джентльмен, мы оба понимали, что нам очень хочется работать с этой книгой. В конце концов он не смог отказаться от этой идеи. Он должен был это сделать. Я снял бы по-другому — что ещё не значит лучше. Я хотел отдать дань памяти своей маме, бабушке и отчиму. Спилберг — замечательный режиссёр».
В течение следующих 10 лет проект «висел над душой» Спилберга, который не был уверен, готов ли он снять фильм о Холокосте. Спилберг пытался передать проект Сидни Поллаку. В 1980-х годах Мартин Скорсезе отказался от постановки, поскольку считал, что только режиссёр-еврей может должным образом снять этот фильм. В итоге он поменялся со Спилбергом проектами, взявшись за «Мыс страха». Спилберг предлагал постановку и Роману Полански, но тот отказался по личным причинам. Дело в том, что, когда ему было 8 лет, он жил в краковском гетто и сбежал оттуда в день его ликвидации. Позднее мать Полански умерла в одном из концлагерей.
После того как в 1991 году были завершены съёмки фильма «Крюк», Спилберг вновь вернулся к «Списку Шиндлера». Единственное условие, которое поставил перед Спилбергом глава MCA Сид Шейнберг — снять сначала «Парк юрского периода». По словам самого Спилберга, тот понимал, что снять «Парк» после фильма о Шиндлере он бы не смог.
Именитый постановщик и кинодраматург Билли Уайлдер участвовал в создании первого варианта сценария, а на самой ранней стадии разработки проекта был даже привлечён к нему в качестве постановщика. Именно Уайлдер потом уговорил Спилберга стать режиссёром этой картины.
Сцена ликвидации краковского гетто занимала в сценарии всего одну страницу. Спилберг расширил её до 20 страниц и 20 минут экранного времени. А создавал он её на основе свидетельств очевидцев тех событий. Поскольку Спилбергу не удалось получить разрешение на съёмки в Освенциме, ему пришлось выстроить неподалёку декорацию, досконально имитировавшую этот концлагерь.
На съёмках нельзя было использовать ничего зелёного, поскольку этот цвет плохо смотрится на чёрно-белой плёнке. Почти 40 % фильма было снято ручной кинокамерой.
Чтобы одеть 20 тысяч статистов, художник по костюмам разместил в Польше объявления о том, что студия хочет приобрести одежду военного времени. А поскольку в начале 1990-х экономическая ситуация в Польше была довольно сложной, местные жители с готовностью продавали сохранившуюся у них одежду 1930-х и 1940-х годов.
Составитель списка Шиндлера, Мечислав Пемпер (скончался в 2011 году), работал консультантом на съёмках, а в самой картине является частью образа Ицхака Штерна, управляющего Шиндлера. Сам список Шиндлера, принадлежавший семье Ицхака Штерна, был выставлен 19 июля 2013 года на аукцион Ebay.
Спилберг собирался взять в картину Клэр Дэйнс, но та отказалась, иначе ей пришлось бы на время забросить учёбу. От участия в картине отказалась и Жюльет Бинош. Роль Оскара Шиндлера предлагалась Харрисону Форду и Бруно Ганцу.
На роль Амона Гёта рассматривалась кандидатура Тима Рота, но в кастинге победил Рэйф Файнс: когда бывшую узницу Освенцима Милу Пфефферберг представили ему, она не могла скрыть дрожи от волнения — настолько он был похож на реального Амона Гёта. Специально для своей роли Файнс прибавил в весе 13 кг. Для этого он пил много пива «Guinness». По словам режиссёра, он пригласил этого актёра из-за его «дьявольской сексуальности». В отличие от сюжета фильма, его персонаж Амон Гёт был повешен только с третьей попытки.
Съёмки завершились на 4 дня раньше намеченного срока. Всего они продолжались 72 дня.
В начале эпилога исполняется песня «Золотой Иерусалим» (ивр. ירושלים של זהב‎), написанная лишь в 1967 году и содержательно не связанная с Холокостом, в связи с чем в израильском прокате фильма она была заменена на другую песню («Эли, Эли»).
С этого фильма начинается сотрудничество Спилберга и оператора Януша Каминского. Все последующие фильмы Спилберга снимал только он.
Спилберг отказался от гонорара за фильм. По его словам, это были бы «кровавые деньги». Вместо этого, на деньги, заработанные фильмом, он основал «Фонд Шоа» («Шоа» на иврите означает «Катастрофа»). Деятельность фонда Шоа состоит в сохранении письменных свидетельств, документов, интервью с жертвами геноцида, в том числе Холокоста.
«Список Шиндлера» — самый дорогой чёрно-белый фильм на 2009 год: бюджет составил 25 миллионов долларов. Прежний рекорд принадлежал другой военной драме — «Самый длинный день» 1962 года с бюджетом в 10 миллионов. «Список Шиндлера» — самый коммерчески успешный чёрно-белый фильм на 2007 год. Мировые сборы составили 321 миллион долларов, в том числе 96 миллионов — в американском прокате.
Главную музыкальную тему на скрипке исполнил Ицхак Перлман. Сольные партии на кларнете звучат в исполнении Гиоры Фейдмана.

## Русский дубляж
Дубляж фильма был поручен советскому и российскому режиссёру дубляжа Ярославе Турылёвой.
Масштаб работ по дубляжу был большим: необходимо было озвучить 159 персонажей картины. Эта работа заняла четыре месяца, непосредственная работа с актёрами продолжалась два с половиной месяца без выходных по двенадцать часов в день.
Остальные полтора месяца были потрачены на состыковку актёрского состава и текста перевода с супервайзерами и сведение звука.
Дополнительной трудностью стало преодоление проблемы совместимости современной американской звукозаписывающей аппаратуры системы Dolby с той тридцатипятимиллиметровой плёнкой, которая являлась носителем советской студии.
После окончания работы дубляж был отправлен в США, где его отсматривали представители Universal Pictures, в том числе и сам режиссёр. В ответ Стивен Спилберг прислал письмо, в котором благодарил команду озвучивания за высококачественный дубляж и указывал на взаимосвязь событий в фильме с историей советского народа.

## Претензии по поводу наготы в фильме
После показа фильма по телевидению в США высказывались претензии по поводу того, что в фильме показаны обнаженные женщины и употребляются ругательства, а он был показан в такое время дня, когда его могли видеть дети.

## Награды и номинации
В списке 100 лучших американских фильмов по версии Американского института киноискусства фильм занял восьмую позицию. Кроме этого, Оскар Шиндлер в исполнении Лиама Нисона в списке 100 величайших киногероев занял 15-е место. Амон Гёт в исполнении Рэйфа Файнса стал 15-м в списке 100 величайших кинозлодеев.
Фильм получил множество наград и номинаций, среди которых:

### Награды
- 1994 — Премия «Оскар»
  - Лучший фильм — Стивен Спилберг, Джералд Молен, Бранко Лустиг
  - Лучший режиссёр — Стивен Спилберг
  - Лучшие декорации
  - Лучшая операторская работа — Януш Камински
  - Лучший монтаж — Майкл Кан
  - Лучшая оригинальная музыка — Джон Уильямс
  - Лучший сценарий — Стивен Заиллян
- 1994 — Премия BAFTA
  - Лучший актёр второго плана — Рэйф Файнс
  - Лучшая операторская работа — Януш Камински
  - Лучший монтаж — Майкл Кан
  - Лучший фильм — Стивен Спилберг, Джералд Молен, Бранко Лустиг
  - Лучшая оригинальная музыка — Джон Уильямс
  - Лучший адаптированный сценарий — Стивен Заиллян
  - Премия Дэвида Лина за режиссуру — Стивен Спилберг
- 1994 — Премия «Золотой глобус»
  - Лучший режиссёр — Стивен Спилберг
  - Лучшая драма
  - Лучший сценарий — Стивен Заиллян
- 1995 — Премия «Грэмми»
  - Лучшая инструментальная композиция для кино — Джон Уильямс
- 1993 — Премия «National Board of Review»
  - Лучший фильм на английском языке

### Номинации
- 1994 — Премия «Оскар»
  - Лучший актёр — Лиам Нисон
  - Лучший актёр второго плана — Рэйф Файнс
  - Лучший дизайн костюмов
  - Лучший грим
  - Лучший звук
- 1994 — Премия BAFTA
  - Лучший актёр — Лиам Нисон
  - Лучший актёр второго плана — Бен Кингсли
  - Лучший дизайн костюмов
  - Лучший грим
  - Лучший звук
  - Лучший дизайн — Аллан Старски
- 1995 — Премия «Сезар»
  - Лучший зарубежный фильм — Стивен Спилберг
- 1994 — Премия «Золотой глобус»
  - Лучшая оригинальная музыка — Джон Уильямс
  - Лучший драматический актёр — Лиам Нисон
  - Лучший актёр второго плана — Рэйф Файнс